# Arne-Ole David
Arne-Ole Jacob David (* 4. Juni 1894 in Kopenhagen; † 4. Januar 1977 ebenda) war ein dänischer Schauspieler.

## Leben
Arne-Ole David wuchs als einziges Kind von Marcus Laurits David († 1932) und dessen Frau Ulla Pedersen († 1922) in Kopenhagen auf, wo er zeitlebens wohnte.
Nach seinem Schulabschluss absolvierte er von 1913 bis 1918 seine Schauspielausbildung an der Eleveskole des Königlichen Theaters Kopenhagen, wo er im Jahr 1918 als Darsteller auch sein Bühnendebüt hatte. Er wirkte in zahlreichen Theaterstücken, Operetten, Varieté-Shows und in Kabarett-Programmen mit. Von 1925 bis 1942 war er als festes Ensemblemitglied am Betty-Nansen-Theater engagiert. Dort fungierte er auch einige Zeit lang als Privatsekretär von Betty Nansen. Anschließend war er von 1943 bis 1946 am Odense Teater als festes Ensemblemitglied engagiert. Darüber hinaus war er als Bühnendarsteller auch am Folketeatret, am Aarhus Teater und am Theater Helsingør engagiert. Von 1934 bis 1973 wirkte er als Schauspieler in mehr als 20 Film- und Fernsehproduktionen mit. Im Jahr 1974 zog er sich dann wegen anhaltender, gesundheitlicher Probleme aus dem Rampenlicht zurück.
Arne-Ole David war ab dem 14. Juni 1923 bis zu seinem Tod mit der Theaterschauspielerin Ingeborg Schleiss David verheiratet. Aus der Ehe gingen zwei Kinder hervor, der Schauspieler Ingolf David und die Tochter Marianne (1930–2005). Er starb im Januar 1977 im Alter von 82 Jahren. Seine Grabstätte befindet sich auf dem Mariebjerg-Kirkegard in Gentofte.

## Filmografie (Auswahl)
- 1934: Barken Margrethe
- 1938: Alarm
- 1941: Frk. Kirkemus
- 1953: Vater hoch vier (Filmreihe)
- 1954: Arvingen
- 1957: In letzter Minute
- 1958: Ullabella
- 1965: Hexenjagd
- 1973: Dr. Knock